# Disputa territorial de la Guayana Esequiba

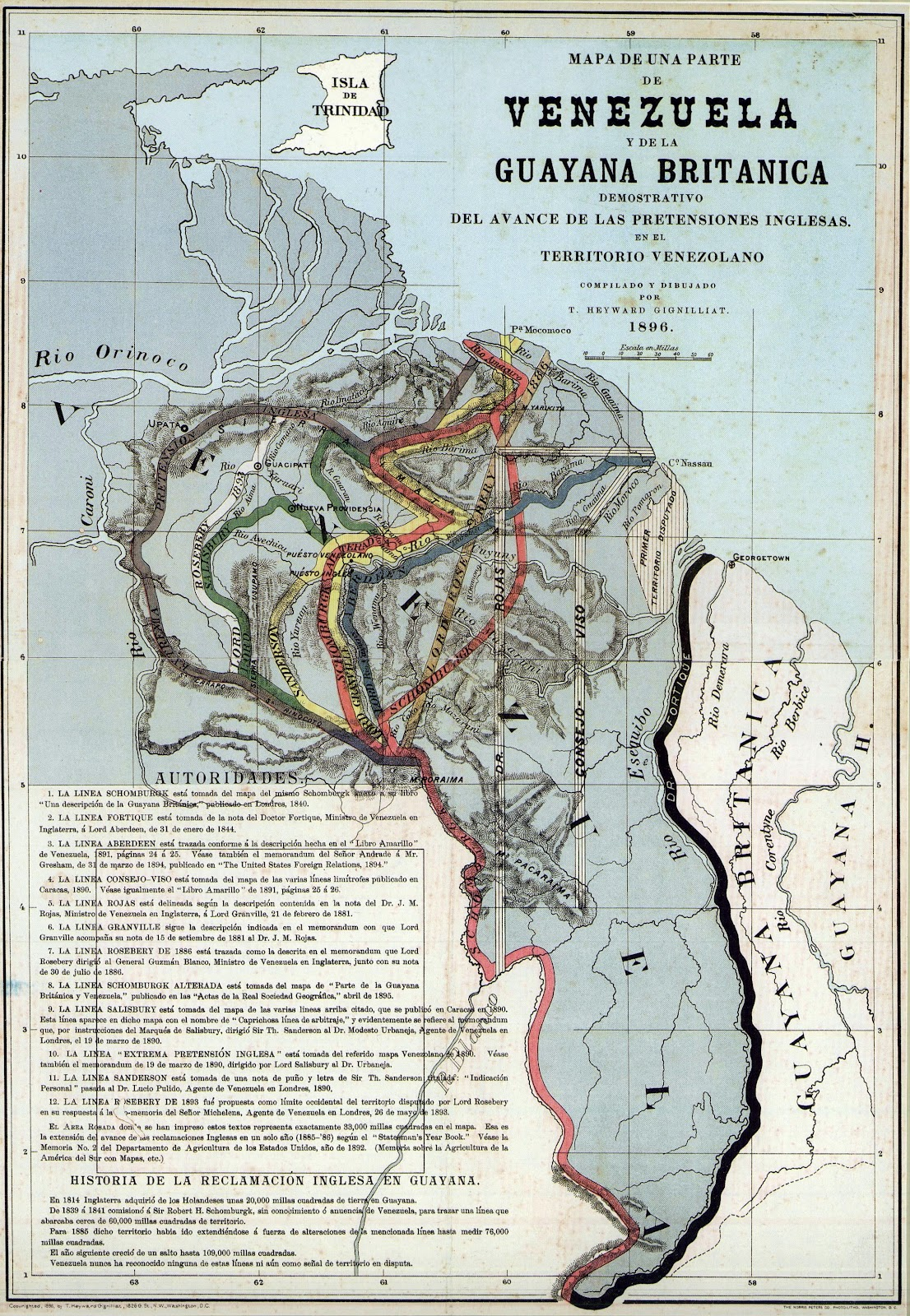
Mapa de 1896 de la antigua Guayana Británica y las diversas líneas de límites trazadas, que muestran las máximas aspiraciones de la colonia inglesa de Guyana Británica y el río Esequibo que Venezuela considera como su frontera; la zona grisácea es el único territorio no reivindicado por Venezuela, mientras que una parte del sector oriental (Pirara) fue cedido por el Reino Unido al Brasil.

La disputa territorial de la Guayana Esequiba es una disputa territorial en curso entre Guyana y Venezuela por el área de 159 452 km² (61 583 mi²) al oeste del río Esequibo denominada Guayana Esequiba. El territorio, excluida la isla de Anacoco controlada por Venezuela, está administrada por Guyana como parte de seis de sus regiones, según el Laudo Arbitral de París de 1899, pero es reclamado por Venezuela.

## Disputa

En color morado el territorio disputado entre Venezuela (color rojo) y la colonia inglesa de Guyana Británica (hoy Guyana, de color azul).

En 1835, el gobierno británico encargó al explorador y naturalista de origen alemán Robert Hermann Schomburgk que trazara las fronteras de la Guayana Británica. El resultado fue lo que se conoció como la Línea Schomburgk, que iba más allá de la zona de ocupación británica y otorgaba a la Guayana Británica el control de la desembocadura del río Orinoco. Estas fronteras fueron disputadas por Venezuela, y las tensiones empeoraron tras el descubrimiento de minas de oro en la región en 1876, culminando con la ruptura de relaciones diplomáticas con el Reino Unido por parte del presidente Antonio Guzmán Blanco en 1887. 
Como consecuencia, Venezuela eligió a Estados Unidos como su representante, sin dejar a ningún ciudadano venezolano para representar los intereses de su país. El Reino Unido y Venezuela se sometieron a un arbitraje con la mediación de Estados Unidos, que dio lugar al Laudo Arbitral de París en 1899 y falló mayoritariamente a favor del Reino Unido. En 1949, un memorándum escrito por Severo Mallet-Prevost, secretario oficial de la delegación estadounidense-venezolana en el arbitraje, y publicado póstumamente, afirmaba que el Laudo Arbitral fue el resultado de la presión del presidente del Tribunal, Friedrich Martens, y de un acuerdo político entre Rusia y el Reino Unido. Dicho memorando dio lugar a las quejas de Venezuela ante las Naciones Unidas en 1962, que desembocaron en el Acuerdo de Ginebra, firmado con el Reino Unido en 1966.
El estatus del territorio está sujeto al Acuerdo de Ginebra, firmado por el Reino Unido, Venezuela y la Guayana Británica el 17 de febrero de 1966. Este tratado estipula que las partes acordarán encontrar una solución práctica, pacífica y satisfactoria a la disputa. En caso de estancamiento, según el tratado, la decisión sobre los medios de solución se remitirá a un "órgano internacional apropiado" o, a falta de acuerdo sobre este punto, al Secretario General de las Naciones Unidas. El Secretario General remitió todo el asunto a la Corte Internacional de Justicia (CIJ). El 18 de diciembre de 2020, la CIJ aceptó el caso presentado por Guyana para resolver la disputa.
En diciembre de 2023, Venezuela celebró un referéndum para preguntar al electorado venezolano si la región debía convertirse en un Estado de Venezuela y su población en ciudadanos, en el que declaró que los resultados mostraban un apoyo abrumador a tal acción. En la región en disputa no se celebró ninguna votación.